# Фонд Карнеги
Фонд Карнеги за международный мир (англ. Carnegie Endowment for International Peace) — экспертно-аналитический центр (think tank), основной задачей которого провозглашается содействие сотрудничеству между странами мира. Имеет отделения в Бейруте, Берлине, Брюсселе, Пекине и Нью-Дели, до 2022 года имел отделение в Москве — Московский центр Карнеги.

## История

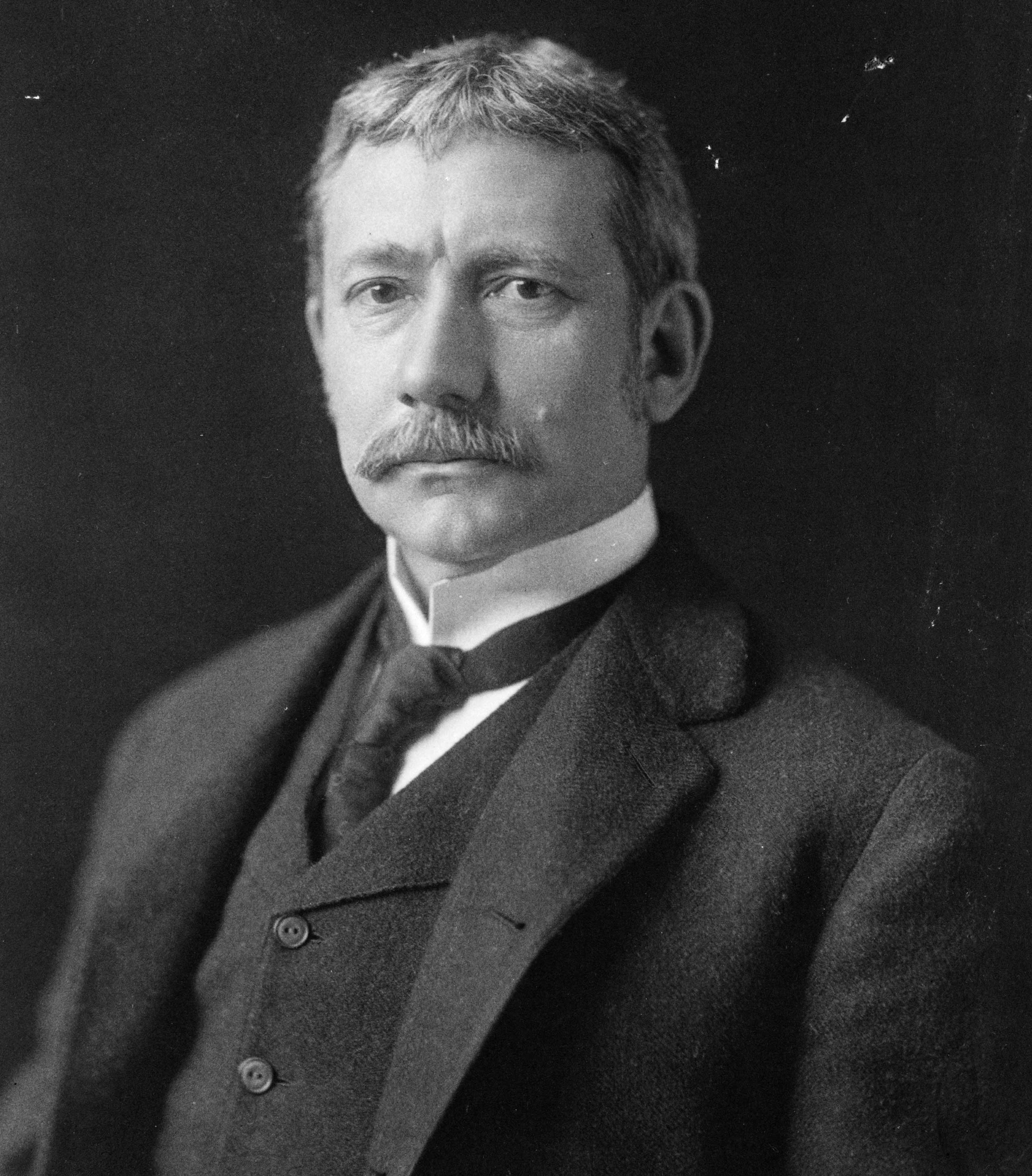
Элиу Рут

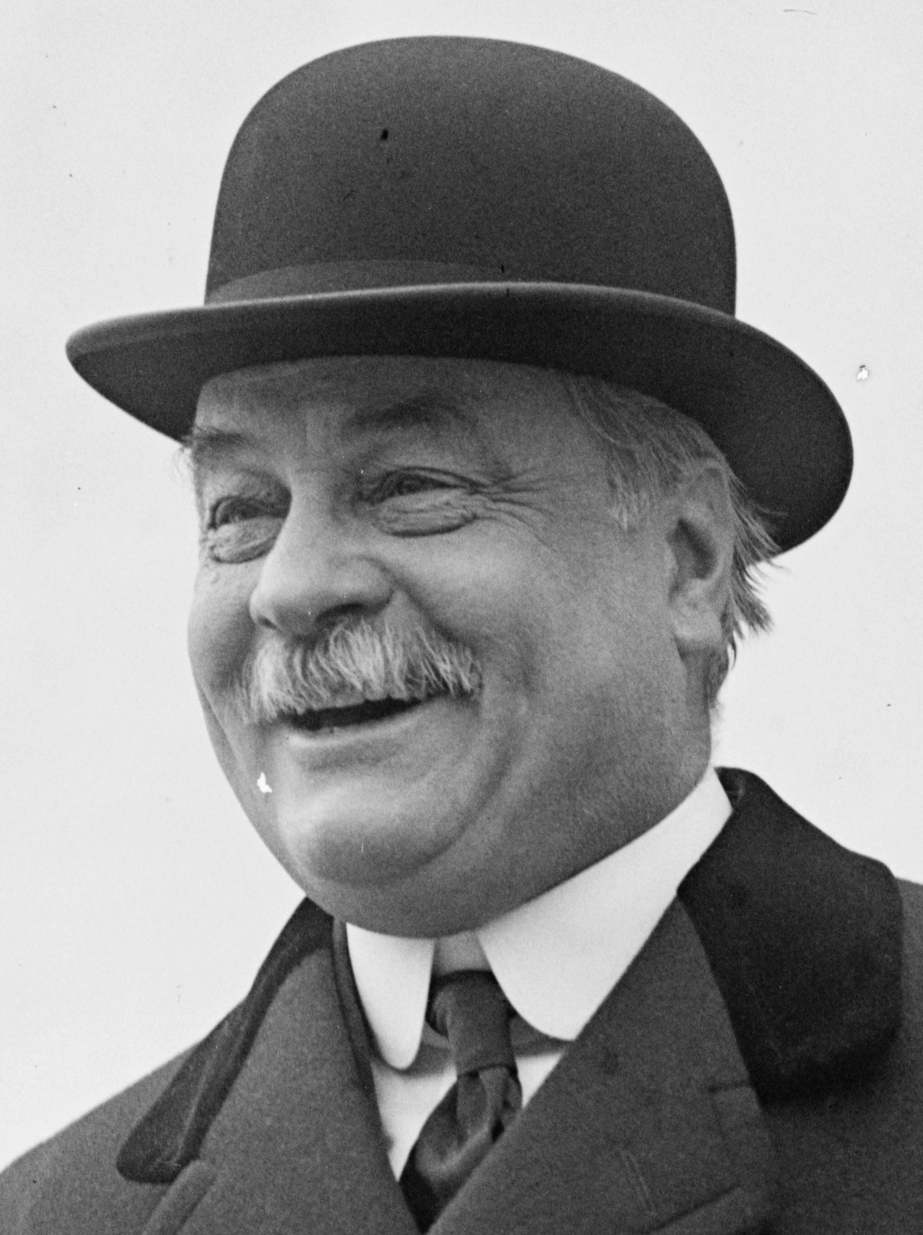
Николас Батлер

Фонд основан в 1910 году и является старейшим американским экспертно-аналитическим центром в области международных отношений. Назван по имени американского предпринимателя Эндрю Карнеги, выписавшего 11 мая 1903 года чек на полтора миллиона долларов на строительство Дворца мира. На данный момент отделения Фонда находятся в Вашингтоне (головной офис), Пекине (Центр глобальной политики Карнеги — Цинхуа), Бейруте (Ближневосточный Центр Карнеги), Брюсселе (Европейский Центр Карнеги, или Карнеги — Европа) и Нью-Дели.
Московский Центр Карнеги, представлявший в России Фонд Карнеги за международный мир (США), прекратил свою работу 8 апреля 2022 года. Спустя год Фонд Карнеги объявил об открытии нового глобального исследовательского центра, Берлинского центра Карнеги по изучению России и Евразии. В него перешла большая часть экспертов Московского центра Карнеги; его директором стал Александр Габуев.
14 апреля 2023 года Минюст РФ внёс организацию в реестр иностранных агентов, а 18 июля 2024 года — в перечень нежелательных организаций.

### Президенты
- Элиу Рут (1912—1925)
- Николас Мюррей Батлер (1925—1945)
- Элджер Хисс (1946—1949)
- Джозеф Джонсон (1950—1971)
- Томас Хьюз (1971—1991)
- Мортон Абрамовиц (1991—1997)
- Джессика Мэтьюз (1997—2015)
- Уильям Дж. Бёрнс (2015—2021), с 2021 года — директор ЦРУ
- Мариано-Флорентино Куэльяр[англ.] (с 2021)